# Robert Taussat
Robert Eugène Victor Taussat, né le 24 juin 1920 à Talence (Gironde) et mort le 30 décembre 2016 à Rodez, est un écrivain, historien et vernien français.

## Biographie
Licencié ès lettres, il collabore aux Cahiers d'Action littéraire et adhère à la Société Racinienne et à la Société Jules-Verne.
Marié en 1939, il a eu trois fils : Jean, Marc et Alain, les deux premiers étant morts accidentellement avant lui. Durant la Seconde Guerre mondiale, il a dû travailler en Allemagne à cause du STO.
Instituteur en 1939, puis professeur adjoint, Robert Taussat est entré après la guerre dans la nouvelle Sécurité sociale : il a administré la Caisse d'allocation familiale en Haute-Saône (1952), puis dans l'Indre (1955), l'Aveyron qu'il découvre en 1958, puis le Tarn. Dans ces deux derniers départements, il a également dirigé l'URSSAF.
Président de la Société des lettres, sciences et arts de l'Aveyron de 1984 à 2004, connaisseur de l'histoire du Rouergue, son ouvrage Sept siècles autour de la cathédrale de Rodez reçoit en 1993 le prix Eugène Carrière de l'Académie française. 
Sociétaire le plus ancien de la Société Jules-Verne dont il est président d'honneur, il est l'auteur de nombreux articles sur Jules Verne.
Président fondateur de la section tarnaise de l'Association nationale des membres de l'ordre national du Mérite (ANMONM) en 1977, et président fondateur en 1982 de la section aveyronnaise de la même association, il le demeure jusqu'en mars 2015.
Vice-président national de l'ANMONM et président de la commission nationale des publications et membre actif de la commission nationale de Développement et de Recrutement, il est conféré à l'honorariat de l'Association nationale des membres de l'ordre national du Mérite en mai 2015.
Ses obsèques sont célébrées dans la cathédrale de Rodez le 3 janvier 2017. Le 3 juillet suivant, une cérémonie en son honneur est organisée au musée Fenaille de Rodez et son nom est alors donné à l'auditorium. Une plaque commémorative est aussi apposée.

## Publications
- Dynamite sur l'Aveyron, Subervie, 1969
- Un bienfaiteur de Rodez : Blasi Bou dit Lebon, 1982
- Rodez : l'audace dans la tradition, Loubatières, 1989
- Sept siècles autour de la cathédrale de Rodez, histoire et vie quotidienne, avec Pierre Lançon et Jacques Poulet, Éditions du Rouergue, 1992
- Hommes et femmes célèbres de l'Aveyron, Bonneton, 1996
- Aveyron roman, Loubatières, 1996
- Rodez : un nom, une rue, Société des lettres, sciences et arts de l'Aveyron, 1998
- Aveyron : terre de contrastes, Fil d'Ariane, 1999
- L’auréole de cendre, Fil d'Ariane, 1998
- Jean Moulin : la constance et l'honneur de la République, Fil d'Ariane, 2001
- Chapiteaux : Sainte-Foy de Conques, Au fil du temps, 2006

## Distinctions

### Décorations
- Chevalier de la Légion d'honneur
- Commandeur de l'ordre national du Mérite
- Commandeur de l'ordre des Palmes académiques
- Officier de l'ordre des Arts et des Lettres

### Récompenses
- Prix Eugène Carrière de l'Académie française en 1993 pour Sept siècles autour de la cathédrale de Rodez.
- Depuis le 25 mars 2023, une rue de Rodez porte son nom[9].